# Fletxa Valona 2022
La Fletxa Valona 2022, 86a edició de la Fletxa Valona, es va disputar el dimecres 20 d'abril de 2022, entre Blegny i el Mur de Huy, sobre un recorregut de 202,1 kilòmetres. La cursa formava part de l'UCI World Tour 2022.
La cursa fou guanyada pel belga Dylan Teuns (Bahrain Victorious), que s'imposà en els darrers metres d'ascensió al mur de Huy a l'espanyol Alejandro Valverde (Movistar Team) i al rus Aleksandr Vlàssov (Bora-Hansgrohe), segon i tercer respectivament.

## Recorregut
La cursa presenta un recorregut de 202,1 quilòmetres, amb l'ascensió a 11 cotes, la darrera d'elles el tradicional Mur de Huy.
| Núm. | Nom                 | Longitud (m) | Pendent mitjà | Km    |
| ---- | ------------------- | ------------ | ------------- | ----- |
| 1    | Côte de Tancrémont  | 2.600        | 5,9 %         | 44,2  |
| 2    | Côte des Forges     | 1.300        | 7,8 %         | 55,1  |
| 3    | Côte d'Ereffe       | 2.200        | 5,6 %         | 121,3 |
| 4    | Côte de Cherave     | 1.300        | 8,1 %         | 134,1 |
| 5    | Mur de Huy (1r pas) | 1.300        | 10,2 %        | 139,8 |
| 6    | Côte d'Ereffe       | 2.200        | 5,6 %         | 152,5 |
| 7    | Côte de Cherave     | 1.300        | 8,1 %         | 165,2 |
| 8    | Mur de Huy (2n pas) | 1.300        | 10,2 %        | 170,9 |
| 9    | Côte d'Ereffe       | 2.200        | 5,6 %         | 183,6 |
| 10   | Côte de Cherave     | 1.300        | 8,1 %         | 196,4 |
| 11   | Mur de Huy (3r pas) | 1.300        | 10,2 %        | 201,2 |

## Equips participants
En ser la Fletxa Valona una prova de l'UCI World Tour, els 18 equips WorldTeam són automàticament convidats i obligats a prendre-hi part. A banda set equips són convidats a prendre-hi part.
| WorldTeams (18)- AG2R Citroën Team - Astana Qazaqstan Team - Bahrain Victorious - Bora-Hansgrohe - Cofidis - EF Education-EasyPost - Groupama-FDJ - Ineos Grenadiers - Intermarché-Wanty-Gobert Matériaux - Israel-Premier Tech - Jumbo-Visma - Lotto-Soudal - Movistar Team - Quick-Step Alpha Vinyl - BikeExchange-Jayco - Team DSM - Trek-Segafredo - UAE Team Emirates ProTeams (7)- Alpecin-Fenix - Arkéa-Samsic - B&B Hotels-KTM - Bingoal Pauwels Sauces WB - TotalEnergies - Sport Vlaanderen-Baloise - Uno-X Pro Cycling Team |
| |

## Classificació final
| \| Classificació general \| Classificació general \| Classificació general \| Classificació general \| Classificació general \| \| Corredor \| Corredor \| Equip \| Temps \| \| \| --------------------- \| --------------------------- \| ---------------------------------- \| --------------------- \| --------------------- \| \| 1r \| Dylan Teuns \| Bahrain Victorious \| 4h 42' 12" \| \| \| 2n \| Alejandro Valverde Belmonte \| Movistar Team \| + 2" \| \| \| 3r \| Aleksandr Vlàssov \| Bora-Hansgrohe \| + 2" \| \| \| 4t \| Julian Alaphilippe \| Quick-Step Alpha Vinyl \| + 5" \| \| \| 5è \| Daniel Martínez Poveda \| Ineos Grenadiers \| + 7" \| \| \| 6è \| Michael Woods \| Israel-Premier Tech \| + 7" \| \| \| 7è \| Ruben Guerreiro \| EF Education-EasyPost \| + 7" \| \| \| 8è \| Rudy Molard \| Groupama-FDJ \| + 7" \| \| \| 9è \| Warren Barguil \| Arkéa-Samsic \| + 7" \| \| \| 10è \| Alexis Vuillermoz \| TotalEnergies \| + 7" \| \| \| 11è \| Tiesj Benoot \| Jumbo-Visma \| + 7" \| \| \| 12è \| Tadej Pogačar \| UAE Team Emirates \| + 7" \| \| \| 13è \| Benoît Cosnefroy \| AG2R Citroën Team \| + 7" \| \| \| 14è \| Nick Schultz \| BikeExchange-Jayco \| + 7" \| \| \| 15è \| Domenico Pozzovivo \| Intermarché-Wanty-Gobert Matériaux \| + 7" \| \| \| 16è \| Jesús Herrada López \| Cofidis \| + 15" \| \| \| 17è \| Quentin Pacher \| Groupama-FDJ \| + 17" \| \| \| 18è \| Mattias Skjelmose \| Trek-Segafredo \| + 21" \| \| \| 19è \| Neilson Powless \| EF Education-EasyPost \| + 24" \| \| \| 20è \| Tobias Halland Johannessen \| Uno-X Pro Cycling Team \| + 24" \| \| |                             |                                    |            |
| |                             |                                    |            |
| Font: ProCyclingStats |                             |                                    |            |
| Classificació general |                             |                                    |            |
| Corredor | Corredor                    | Equip                              | Temps      |
| 1r | Dylan Teuns                 | Bahrain Victorious                 | 4h 42' 12" |
| 2n | Alejandro Valverde Belmonte | Movistar Team                      | + 2"       |
| 3r | Aleksandr Vlàssov           | Bora-Hansgrohe                     | + 2"       |
| 4t | Julian Alaphilippe          | Quick-Step Alpha Vinyl             | + 5"       |
| 5è | Daniel Martínez Poveda      | Ineos Grenadiers                   | + 7"       |
| 6è | Michael Woods               | Israel-Premier Tech                | + 7"       |
| 7è | Ruben Guerreiro             | EF Education-EasyPost              | + 7"       |
| 8è | Rudy Molard                 | Groupama-FDJ                       | + 7"       |
| 9è | Warren Barguil              | Arkéa-Samsic                       | + 7"       |
| 10è | Alexis Vuillermoz           | TotalEnergies                      | + 7"       |
| 11è | Tiesj Benoot                | Jumbo-Visma                        | + 7"       |
| 12è | Tadej Pogačar               | UAE Team Emirates                  | + 7"       |
| 13è | Benoît Cosnefroy            | AG2R Citroën Team                  | + 7"       |
| 14è | Nick Schultz                | BikeExchange-Jayco                 | + 7"       |
| 15è | Domenico Pozzovivo          | Intermarché-Wanty-Gobert Matériaux | + 7"       |
| 16è | Jesús Herrada López         | Cofidis                            | + 15"      |
| 17è | Quentin Pacher              | Groupama-FDJ                       | + 17"      |
| 18è | Mattias Skjelmose           | Trek-Segafredo                     | + 21"      |
| 19è | Neilson Powless             | EF Education-EasyPost              | + 24"      |
| 20è | Tobias Halland Johannessen  | Uno-X Pro Cycling Team             | + 24"      |

## Llista de participants
| Quick-Step Alpha Vinyl QST | Quick-Step Alpha Vinyl QST      | Quick-Step Alpha Vinyl QST |
| -------------------------- | ------------------------------- | -------------------------- |
| Núm                        | Ciclista                        | Pos                        |
| 1                          | Julian Alaphilippe (FRA) (ruta) | 4t                         |
| 2                          | Remco Evenepoel (BEL)           | 43è                        |
| 3                          | Pieter Serry (BEL)              | DNF                        |
| 4                          | Mauri Vansevenant (BEL)         | 64è                        |
| 5                          | Stan Van Tricht (BEL)           | DNF                        |
| 6                          | Ilan Van Wilder (BEL)           | 80è                        |
| 7                          | Louis Vervaeke (BEL)            | 104è                       |

| Jumbo-Visma TJV | Jumbo-Visma TJV        | Jumbo-Visma TJV |
| --------------- | ---------------------- | --------------- |
| Núm             | Ciclista               | Pos             |
| 11              | Jonas Vingegaard (DEN) | DNF             |
| 12              | Tiesj Benoot (BEL)     | 11è             |
| 13              | Pascal Eenkhoorn (NED) | 111è            |
| 14              | Robert Gesink (NED)    | 58è             |
| 15              | Michel Hessmann (GER)  | 134è            |
| 16              | Gijs Leemreize (NED)   | 52è             |
| 17              | Jos van Emden (NED)    | 112è            |

| Movistar Team MOV | Movistar Team MOV                 | Movistar Team MOV |
| ----------------- | --------------------------------- | ----------------- |
| Núm               | Ciclista                          | Pos               |
| 21                | Alejandro Valverde Belmonte (ESP) | 2n                |
| 22                | Gorka Izagirre Insausti (ESP)     | 62è               |
| 23                | Oier Lazkano López (ESP)          | DNF               |
| 24                | Lluís Mas Bonet (ESP)             | 86è               |
| 25                | Enric Mas Nicolau (ESP)           | 33è               |
| 26                | Gregor Mühlberger (AUT)           | 105è              |
| 27                | Carlos Verona Quintanilla (ESP)   | 57è               |

| Israel-Premier Tech IPT | Israel-Premier Tech IPT       | Israel-Premier Tech IPT |
| ----------------------- | ----------------------------- | ----------------------- |
| Núm                     | Ciclista                      | Pos                     |
| 31                      | Michael Woods (CAN)           | 6è                      |
| 32                      | Jenthe Biermans (BEL)         | DNF                     |
| 33                      | Guillaume Boivin (CAN) (ruta) | DNF                     |
| 34                      | Jakob Fuglsang (DEN)          | 53è                     |
| 35                      | Reto Hollenstein (SUI)        | 119è                    |
| 36                      | Hugo Houle (CAN)              | 54è                     |
| 37                      | Daryl Impey (RSA)             | 113è                    |

| Arkéa-Samsic ARK | Arkéa-Samsic ARK           | Arkéa-Samsic ARK |
| ---------------- | -------------------------- | ---------------- |
| Núm              | Ciclista                   | Pos              |
| 41               | Warren Barguil (FRA)       | 9è               |
| 42               | Winner Anacona Gómez (COL) | 85è              |
| 43               | Anthony Delaplace (FRA)    | 66è              |
| 44               | Élie Gesbert (FRA)         | 47è              |
| 45               | Simon Guglielmi (FRA)      | 106è             |
| 46               | Łukasz Owsian (POL)        | 83è              |
| 47               | Alan Riou (FRA)            | DNF              |

| UAE Team Emirates UAD | UAE Team Emirates UAD      | UAE Team Emirates UAD |
| --------------------- | -------------------------- | --------------------- |
| Núm                   | Ciclista                   | Pos                   |
| 51                    | Tadej Pogačar (SLO)        | 12è                   |
| 52                    | Juan Ayuso Pesquera (ESP)  | DNF                   |
| 53                    | Marc Hirschi (SUI)         | 32è                   |
| 54                    | Vegard Stake Laengen (NOR) | 133è                  |
| 55                    | Jan Polanc (SLO)           | 48è                   |
| 56                    | Marc Soler i Giménez (ESP) | 63è                   |
| 57                    | Diego Ulissi (ITA)         | 29è                   |

| Ineos Grenadiers IGD | Ineos Grenadiers IGD               | Ineos Grenadiers IGD |
| -------------------- | ---------------------------------- | -------------------- |
| Núm                  | Ciclista                           | Pos                  |
| 61                   | Thomas Pidcock (GBR)               | DNF                  |
| 62                   | Laurens De Plus (BEL)              | DNF                  |
| 63                   | Omar Fraile Matarranz (ESP) (ruta) | DNF                  |
| 64                   | Michał Kwiatkowski (POL)           | 92è                  |
| 65                   | Daniel Martínez Poveda (COL)       | 5è                   |
| 66                   | Carlos Rodríguez Cano (ESP)        | 37è                  |
| 67                   | Geraint Thomas (GBR)               | 98è                  |

| Groupama-FDJ GFC | Groupama-FDJ GFC            | Groupama-FDJ GFC |
| ---------------- | --------------------------- | ---------------- |
| Núm              | Ciclista                    | Pos              |
| 71               | Rudy Molard (FRA)           | 8è               |
| 72               | Bruno Armirail (FRA)        | 107è             |
| 73               | Kevin Geniets (LUX) (ruta)  | 44è              |
| 74               | Mathieu Ladagnous (FRA)     | 122è             |
| 75               | Quentin Pacher (FRA)        | 17è              |
| 76               | Sébastien Reichenbach (SUI) | 30è              |
| 77               | Anthony Roux (FRA)          | 101è             |

| BikeExchange-Jayco BEX | BikeExchange-Jayco BEX        | BikeExchange-Jayco BEX |
| ---------------------- | ----------------------------- | ---------------------- |
| Núm                    | Ciclista                      | Pos                    |
| 81                     | Michael Matthews (AUS)        | NP                     |
| 82                     | Alexandre Balmer (SUI)        | 120è                   |
| 83                     | Tsgabu Grmay (ETH)            | 103è                   |
| 84                     | Christopher Juul-Jensen (DEN) | 125è                   |
| 85                     | Jan Maas (NED)                | 121è                   |
| 86                     | David Peña (COL)              | 139è                   |
| 87                     | Nick Schultz (AUS)            | 14è                    |

| Bora-Hansgrohe BOH | Bora-Hansgrohe BOH          | Bora-Hansgrohe BOH |
| ------------------ | --------------------------- | ------------------ |
| Núm                | Ciclista                    | Pos                |
| 91                 | Aleksandr Vlàssov (RUS)     | 3r                 |
| 92                 | Giovanni Aleotti (ITA)      | 97è                |
| 93                 | Cesare Benedetti (POL)      | 75è                |
| 94                 | Jai Hindley (AUS)           | 26è                |
| 95                 | Patrick Konrad (AUT) (ruta) | DNF                |
| 96                 | Ide Schelling (NED)         | 136è               |
| 97                 | Frederik Wandahl (DEN)      | 102è               |

| Trek-Segafredo TFS | Trek-Segafredo TFS       | Trek-Segafredo TFS |
| ------------------ | ------------------------ | ------------------ |
| Núm                | Ciclista                 | Pos                |
| 101                | Bauke Mollema (NED)      | 21è                |
| 102                | Julien Bernard (FRA)     | 81è                |
| 103                | Gianluca Brambilla (ITA) | 36è                |
| 104                | Tony Gallopin (FRA)      | 82è                |
| 105                | Mattias Skjelmose (DEN)  | 18è                |
| 106                | Alexander Kamp (DEN)     | DNF                |
| 107                | Antwan Tolhoek (NED)     | 46è                |

| Alpecin-Fenix AFC | Alpecin-Fenix AFC       | Alpecin-Fenix AFC |
| ----------------- | ----------------------- | ----------------- |
| Núm               | Ciclista                | Pos               |
| 111               | Xandro Meurisse (BEL)   | 35è               |
| 112               | Floris De Tier (BEL)    | 39è               |
| 113               | Jimmy Janssens (BEL)    | 110è              |
| 114               | Kristian Sbaragli (ITA) | 68è               |
| 115               | Robert Stannard (AUS)   | 70è               |
| 116               | Scott Thwaites (GBR)    | 124è              |
| 117               | Gianni Vermeersch (BEL) | 100è              |

| Astana Qazaqstan Team AST | Astana Qazaqstan Team AST     | Astana Qazaqstan Team AST |
| ------------------------- | ----------------------------- | ------------------------- |
| Núm                       | Ciclista                      | Pos                       |
| 121                       | Vincenzo Nibali (ITA)         | 34è                       |
| 122                       | Leonardo Basso (ITA)          | DNF                       |
| 123                       | Stefan de Bod (RSA)           | 65è                       |
| 124                       | Yevgeniy Fedorov (KAZ) (ruta) | DNF                       |
| 125                       | Antonio Nibali (ITA)          | 128è                      |
| 126                       | Simone Velasco (ITA)          | 69è                       |
| 127                       | Andrei Zeits (KAZ)            | 31è                       |

| Intermarché-Wanty-Gobert Matériaux IWG | Intermarché-Wanty-Gobert Matériaux IWG | Intermarché-Wanty-Gobert Matériaux IWG |
| -------------------------------------- | -------------------------------------- | -------------------------------------- |
| Núm                                    | Ciclista                               | Pos                                    |
| 131                                    | Domenico Pozzovivo (ITA)               | 15è                                    |
| 132                                    | Jan Bakelants (BEL)                    | 71è                                    |
| 133                                    | Théo Delacroix (FRA)                   | 131è                                   |
| 134                                    | Quinten Hermans (BEL)                  | 61è                                    |
| 135                                    | Laurens Huys (BEL)                     | DNF                                    |
| 136                                    | Simone Petilli (ITA)                   | 50è                                    |
| 137                                    | Georg Zimmermann (GER)                 | 60è                                    |

| Cofidis COF | Cofidis COF                 | Cofidis COF |
| ----------- | --------------------------- | ----------- |
| Núm         | Ciclista                    | Pos         |
| 141         | Ion Izagirre Insausti (ESP) | 129è        |
| 142         | Simon Geschke (GER)         | 49è         |
| 143         | Jesús Herrada López (ESP)   | 16è         |
| 144         | Victor Lafay (FRA)          | 22è         |
| 145         | Anthony Perez (FRA)         | 93è         |
| 146         | Rémy Rochas (FRA)           | 90è         |
| 147         | Axel Zingle (FRA)           | 88è         |

| AG2R Citroën Team ACT | AG2R Citroën Team ACT        | AG2R Citroën Team ACT |
| --------------------- | ---------------------------- | --------------------- |
| Núm                   | Ciclista                     | Pos                   |
| 151                   | Benoît Cosnefroy (FRA)       | 13è                   |
| 152                   | Mikaël Cherel (FRA)          | 87è                   |
| 153                   | Dorian Godon (FRA)           | 74è                   |
| 154                   | Bob Jungels (LUX)            | 78è                   |
| 155                   | Paul Lapeira (FRA)           | 138è                  |
| 156                   | Aurélien Paret-Peintre (FRA) | 73è                   |
| 157                   | Lawrence Warbasse (USA)      | 116è                  |

| Uno-X Pro Cycling Team UXT | Uno-X Pro Cycling Team UXT       | Uno-X Pro Cycling Team UXT |
| -------------------------- | -------------------------------- | -------------------------- |
| Núm                        | Ciclista                         | Pos                        |
| 161                        | Tobias Halland Johannessen (NOR) | 20è                        |
| 162                        | Idar Andersen (NOR)              | DNF                        |
| 163                        | Fredrik Dversnes (NOR)           | 117è                       |
| 164                        | Morten Hulgaard (DEN)            | 123è                       |
| 165                        | Jacob Hindsgaul Madsen (DEN)     | DNF                        |
| 166                        | Torjus Sleen (NOR)               | DNF                        |
| 167                        | Jonas Gregaard Wilsly (DEN)      | 59è                        |

| Bahrain Victorious TBV | Bahrain Victorious TBV      | Bahrain Victorious TBV |
| ---------------------- | --------------------------- | ---------------------- |
| Núm                    | Ciclista                    | Pos                    |
| 171                    | Wout Poels (NED)            | 25è                    |
| 172                    | Damiano Caruso (ITA)        | 96è                    |
| 173                    | Jack Haig (AUS)             | 41è                    |
| 174                    | Gino Mäder (SUI)            | 55è                    |
| 175                    | Luis León Sánchez Gil (ESP) | 51è                    |
| 176                    | Dylan Teuns (BEL)           | 1r                     |
| 177                    | Stephen Williams (GBR)      | 99è                    |

| Team DSM DSM | Team DSM DSM               | Team DSM DSM |
| ------------ | -------------------------- | ------------ |
| Núm          | Ciclista                   | Pos          |
| 181          | Søren Kragh Andersen (DEN) | 40è          |
| 182          | Romain Combaud (FRA)       | 89è          |
| 183          | Leon Heinschke (GER)       | 84è          |
| 184          | Joris Nieuwenhuis (NED)    | DNF          |
| 185          | Florian Stork (GER)        | 137è         |
| 186          | Henri Vandenabeele (BEL)   | 94è          |
| 187          | Kevin Vermaerke (USA)      | DNF          |

| TotalEnergies TEN | TotalEnergies TEN               | TotalEnergies TEN |
| ----------------- | ------------------------------- | ----------------- |
| Núm               | Ciclista                        | Pos               |
| 191               | Alexis Vuillermoz (FRA)         | 10è               |
| 192               | Jérémy Cabot (FRA)              | 38è               |
| 193               | Fabien Doubey (FRA)             | DNF               |
| 194               | Valentin Ferron (FRA)           | 109è              |
| 195               | Alan Jousseaume (FRA)           | 91è               |
| 196               | Paul Ourselin (FRA)             | 72è               |
| 197               | Cristián Rodríguez Martín (ESP) | 45è               |

| EF Education-EasyPost EFE | EF Education-EasyPost EFE  | EF Education-EasyPost EFE |
| ------------------------- | -------------------------- | ------------------------- |
| Núm                       | Ciclista                   | Pos                       |
| 201                       | Rigoberto Urán (COL)       | 42è                       |
| 202                       | Ruben Guerreiro (POR)      | 7è                        |
| 203                       | Alberto Bettiol (ITA)      | 127è                      |
| 204                       | Simon Carr (GBR)           | 108è                      |
| 205                       | Odd Christian Eiking (NOR) | 24è                       |
| 206                       | Ben Healy (IRL)            | 130è                      |
| 207                       | Neilson Powless (USA)      | 19è                       |

| Lotto-Soudal LTS | Lotto-Soudal LTS         | Lotto-Soudal LTS |
| ---------------- | ------------------------ | ---------------- |
| Núm              | Ciclista                 | Pos              |
| 211              | Tim Wellens (BEL)        | 23è              |
| 212              | Thomas De Gendt (BEL)    | DNF              |
| 213              | Sébastien Grignard (BEL) | 132è             |
| 214              | Matthew Holmes (GBR)     | 77è              |
| 215              | Andreas Kron (DEN)       | NP               |
| 216              | Sylvain Moniquet (BEL)   | 28è              |
| 217              | Viktor Verschaeve (BEL)  | 95è              |

| Sport Vlaanderen-Baloise SVB | Sport Vlaanderen-Baloise SVB | Sport Vlaanderen-Baloise SVB |
| ---------------------------- | ---------------------------- | ---------------------------- |
| Núm                          | Ciclista                     | Pos                          |
| 221                          | Jenno Berckmoes (BEL)        | 115è                         |
| 222                          | Ruben Apers (BEL)            | 135è                         |
| 223                          | Kamiel Bonneu (BEL)          | 27è                          |
| 224                          | Gilles De Wilde (BEL)        | 140è                         |
| 225                          | Rune Herregodts (BEL)        | DNF                          |
| 226                          | Jens Reynders (BEL)          | DNF                          |
| 227                          | Aaron Van Poucke (BEL)       | DNF                          |

| Bingoal Pauwels Sauces WB BWB | Bingoal Pauwels Sauces WB BWB | Bingoal Pauwels Sauces WB BWB |
| ----------------------------- | ----------------------------- | ----------------------------- |
| Núm                           | Ciclista                      | Pos                           |
| 231                           | Mathijs Paasschens (NED)      | DNF                           |
| 232                           | Johan Meens (BEL)             | DNF                           |
| 233                           | Rémy Mertz (BEL)              | DNF                           |
| 234                           | Kenny Molly (BEL)             | 76è                           |
| 235                           | Tom Paquot (BEL)              | 118è                          |
| 236                           | Marco Tizza (ITA)             | 126è                          |
| 237                           | Luc Wirtgen (LUX)             | DNF                           |

| B&B Hotels-KTM BBK | B&B Hotels-KTM BBK     | B&B Hotels-KTM BBK |
| ------------------ | ---------------------- | ------------------ |
| Núm                | Ciclista               | Pos                |
| 241                | Franck Bonnamour (FRA) | DNF                |
| 242                | Alan Boileau (FRA)     | DNF                |
| 243                | Cyril Gautier (FRA)    | DNF                |
| 244                | Jonathan Hivert (FRA)  | 67è                |
| 245                | Victor Koretzky (FRA)  | 56è                |
| 246                | Eliot Lietaer (BEL)    | 79è                |
| 247                | Pierre Rolland (FRA)   | 114è               |

| Quick-Step Alpha Vinyl QST | Quick-Step Alpha Vinyl QST      | Quick-Step Alpha Vinyl QST |
| -------------------------- | ------------------------------- | -------------------------- |
| Núm                        | Ciclista                        | Pos                        |
| 1                          | Julian Alaphilippe (FRA) (ruta) | 4t                         |
| 2                          | Remco Evenepoel (BEL)           | 43è                        |
| 3                          | Pieter Serry (BEL)              | DNF                        |
| 4                          | Mauri Vansevenant (BEL)         | 64è                        |
| 5                          | Stan Van Tricht (BEL)           | DNF                        |
| 6                          | Ilan Van Wilder (BEL)           | 80è                        |
| 7                          | Louis Vervaeke (BEL)            | 104è                       |

| Jumbo-Visma TJV | Jumbo-Visma TJV        | Jumbo-Visma TJV |
| --------------- | ---------------------- | --------------- |
| Núm             | Ciclista               | Pos             |
| 11              | Jonas Vingegaard (DEN) | DNF             |
| 12              | Tiesj Benoot (BEL)     | 11è             |
| 13              | Pascal Eenkhoorn (NED) | 111è            |
| 14              | Robert Gesink (NED)    | 58è             |
| 15              | Michel Hessmann (GER)  | 134è            |
| 16              | Gijs Leemreize (NED)   | 52è             |
| 17              | Jos van Emden (NED)    | 112è            |

| Movistar Team MOV | Movistar Team MOV                 | Movistar Team MOV |
| ----------------- | --------------------------------- | ----------------- |
| Núm               | Ciclista                          | Pos               |
| 21                | Alejandro Valverde Belmonte (ESP) | 2n                |
| 22                | Gorka Izagirre Insausti (ESP)     | 62è               |
| 23                | Oier Lazkano López (ESP)          | DNF               |
| 24                | Lluís Mas Bonet (ESP)             | 86è               |
| 25                | Enric Mas Nicolau (ESP)           | 33è               |
| 26                | Gregor Mühlberger (AUT)           | 105è              |
| 27                | Carlos Verona Quintanilla (ESP)   | 57è               |

| Israel-Premier Tech IPT | Israel-Premier Tech IPT       | Israel-Premier Tech IPT |
| ----------------------- | ----------------------------- | ----------------------- |
| Núm                     | Ciclista                      | Pos                     |
| 31                      | Michael Woods (CAN)           | 6è                      |
| 32                      | Jenthe Biermans (BEL)         | DNF                     |
| 33                      | Guillaume Boivin (CAN) (ruta) | DNF                     |
| 34                      | Jakob Fuglsang (DEN)          | 53è                     |
| 35                      | Reto Hollenstein (SUI)        | 119è                    |
| 36                      | Hugo Houle (CAN)              | 54è                     |
| 37                      | Daryl Impey (RSA)             | 113è                    |

| Arkéa-Samsic ARK | Arkéa-Samsic ARK           | Arkéa-Samsic ARK |
| ---------------- | -------------------------- | ---------------- |
| Núm              | Ciclista                   | Pos              |
| 41               | Warren Barguil (FRA)       | 9è               |
| 42               | Winner Anacona Gómez (COL) | 85è              |
| 43               | Anthony Delaplace (FRA)    | 66è              |
| 44               | Élie Gesbert (FRA)         | 47è              |
| 45               | Simon Guglielmi (FRA)      | 106è             |
| 46               | Łukasz Owsian (POL)        | 83è              |
| 47               | Alan Riou (FRA)            | DNF              |

| UAE Team Emirates UAD | UAE Team Emirates UAD      | UAE Team Emirates UAD |
| --------------------- | -------------------------- | --------------------- |
| Núm                   | Ciclista                   | Pos                   |
| 51                    | Tadej Pogačar (SLO)        | 12è                   |
| 52                    | Juan Ayuso Pesquera (ESP)  | DNF                   |
| 53                    | Marc Hirschi (SUI)         | 32è                   |
| 54                    | Vegard Stake Laengen (NOR) | 133è                  |
| 55                    | Jan Polanc (SLO)           | 48è                   |
| 56                    | Marc Soler i Giménez (ESP) | 63è                   |
| 57                    | Diego Ulissi (ITA)         | 29è                   |

| Ineos Grenadiers IGD | Ineos Grenadiers IGD               | Ineos Grenadiers IGD |
| -------------------- | ---------------------------------- | -------------------- |
| Núm                  | Ciclista                           | Pos                  |
| 61                   | Thomas Pidcock (GBR)               | DNF                  |
| 62                   | Laurens De Plus (BEL)              | DNF                  |
| 63                   | Omar Fraile Matarranz (ESP) (ruta) | DNF                  |
| 64                   | Michał Kwiatkowski (POL)           | 92è                  |
| 65                   | Daniel Martínez Poveda (COL)       | 5è                   |
| 66                   | Carlos Rodríguez Cano (ESP)        | 37è                  |
| 67                   | Geraint Thomas (GBR)               | 98è                  |

| Groupama-FDJ GFC | Groupama-FDJ GFC            | Groupama-FDJ GFC |
| ---------------- | --------------------------- | ---------------- |
| Núm              | Ciclista                    | Pos              |
| 71               | Rudy Molard (FRA)           | 8è               |
| 72               | Bruno Armirail (FRA)        | 107è             |
| 73               | Kevin Geniets (LUX) (ruta)  | 44è              |
| 74               | Mathieu Ladagnous (FRA)     | 122è             |
| 75               | Quentin Pacher (FRA)        | 17è              |
| 76               | Sébastien Reichenbach (SUI) | 30è              |
| 77               | Anthony Roux (FRA)          | 101è             |

| BikeExchange-Jayco BEX | BikeExchange-Jayco BEX        | BikeExchange-Jayco BEX |
| ---------------------- | ----------------------------- | ---------------------- |
| Núm                    | Ciclista                      | Pos                    |
| 81                     | Michael Matthews (AUS)        | NP                     |
| 82                     | Alexandre Balmer (SUI)        | 120è                   |
| 83                     | Tsgabu Grmay (ETH)            | 103è                   |
| 84                     | Christopher Juul-Jensen (DEN) | 125è                   |
| 85                     | Jan Maas (NED)                | 121è                   |
| 86                     | David Peña (COL)              | 139è                   |
| 87                     | Nick Schultz (AUS)            | 14è                    |

| Bora-Hansgrohe BOH | Bora-Hansgrohe BOH          | Bora-Hansgrohe BOH |
| ------------------ | --------------------------- | ------------------ |
| Núm                | Ciclista                    | Pos                |
| 91                 | Aleksandr Vlàssov (RUS)     | 3r                 |
| 92                 | Giovanni Aleotti (ITA)      | 97è                |
| 93                 | Cesare Benedetti (POL)      | 75è                |
| 94                 | Jai Hindley (AUS)           | 26è                |
| 95                 | Patrick Konrad (AUT) (ruta) | DNF                |
| 96                 | Ide Schelling (NED)         | 136è               |
| 97                 | Frederik Wandahl (DEN)      | 102è               |

| Trek-Segafredo TFS | Trek-Segafredo TFS       | Trek-Segafredo TFS |
| ------------------ | ------------------------ | ------------------ |
| Núm                | Ciclista                 | Pos                |
| 101                | Bauke Mollema (NED)      | 21è                |
| 102                | Julien Bernard (FRA)     | 81è                |
| 103                | Gianluca Brambilla (ITA) | 36è                |
| 104                | Tony Gallopin (FRA)      | 82è                |
| 105                | Mattias Skjelmose (DEN)  | 18è                |
| 106                | Alexander Kamp (DEN)     | DNF                |
| 107                | Antwan Tolhoek (NED)     | 46è                |

| Alpecin-Fenix AFC | Alpecin-Fenix AFC       | Alpecin-Fenix AFC |
| ----------------- | ----------------------- | ----------------- |
| Núm               | Ciclista                | Pos               |
| 111               | Xandro Meurisse (BEL)   | 35è               |
| 112               | Floris De Tier (BEL)    | 39è               |
| 113               | Jimmy Janssens (BEL)    | 110è              |
| 114               | Kristian Sbaragli (ITA) | 68è               |
| 115               | Robert Stannard (AUS)   | 70è               |
| 116               | Scott Thwaites (GBR)    | 124è              |
| 117               | Gianni Vermeersch (BEL) | 100è              |

| Astana Qazaqstan Team AST | Astana Qazaqstan Team AST     | Astana Qazaqstan Team AST |
| ------------------------- | ----------------------------- | ------------------------- |
| Núm                       | Ciclista                      | Pos                       |
| 121                       | Vincenzo Nibali (ITA)         | 34è                       |
| 122                       | Leonardo Basso (ITA)          | DNF                       |
| 123                       | Stefan de Bod (RSA)           | 65è                       |
| 124                       | Yevgeniy Fedorov (KAZ) (ruta) | DNF                       |
| 125                       | Antonio Nibali (ITA)          | 128è                      |
| 126                       | Simone Velasco (ITA)          | 69è                       |
| 127                       | Andrei Zeits (KAZ)            | 31è                       |

| Intermarché-Wanty-Gobert Matériaux IWG | Intermarché-Wanty-Gobert Matériaux IWG | Intermarché-Wanty-Gobert Matériaux IWG |
| -------------------------------------- | -------------------------------------- | -------------------------------------- |
| Núm                                    | Ciclista                               | Pos                                    |
| 131                                    | Domenico Pozzovivo (ITA)               | 15è                                    |
| 132                                    | Jan Bakelants (BEL)                    | 71è                                    |
| 133                                    | Théo Delacroix (FRA)                   | 131è                                   |
| 134                                    | Quinten Hermans (BEL)                  | 61è                                    |
| 135                                    | Laurens Huys (BEL)                     | DNF                                    |
| 136                                    | Simone Petilli (ITA)                   | 50è                                    |
| 137                                    | Georg Zimmermann (GER)                 | 60è                                    |

| Cofidis COF | Cofidis COF                 | Cofidis COF |
| ----------- | --------------------------- | ----------- |
| Núm         | Ciclista                    | Pos         |
| 141         | Ion Izagirre Insausti (ESP) | 129è        |
| 142         | Simon Geschke (GER)         | 49è         |
| 143         | Jesús Herrada López (ESP)   | 16è         |
| 144         | Victor Lafay (FRA)          | 22è         |
| 145         | Anthony Perez (FRA)         | 93è         |
| 146         | Rémy Rochas (FRA)           | 90è         |
| 147         | Axel Zingle (FRA)           | 88è         |

| AG2R Citroën Team ACT | AG2R Citroën Team ACT        | AG2R Citroën Team ACT |
| --------------------- | ---------------------------- | --------------------- |
| Núm                   | Ciclista                     | Pos                   |
| 151                   | Benoît Cosnefroy (FRA)       | 13è                   |
| 152                   | Mikaël Cherel (FRA)          | 87è                   |
| 153                   | Dorian Godon (FRA)           | 74è                   |
| 154                   | Bob Jungels (LUX)            | 78è                   |
| 155                   | Paul Lapeira (FRA)           | 138è                  |
| 156                   | Aurélien Paret-Peintre (FRA) | 73è                   |
| 157                   | Lawrence Warbasse (USA)      | 116è                  |

| Uno-X Pro Cycling Team UXT | Uno-X Pro Cycling Team UXT       | Uno-X Pro Cycling Team UXT |
| -------------------------- | -------------------------------- | -------------------------- |
| Núm                        | Ciclista                         | Pos                        |
| 161                        | Tobias Halland Johannessen (NOR) | 20è                        |
| 162                        | Idar Andersen (NOR)              | DNF                        |
| 163                        | Fredrik Dversnes (NOR)           | 117è                       |
| 164                        | Morten Hulgaard (DEN)            | 123è                       |
| 165                        | Jacob Hindsgaul Madsen (DEN)     | DNF                        |
| 166                        | Torjus Sleen (NOR)               | DNF                        |
| 167                        | Jonas Gregaard Wilsly (DEN)      | 59è                        |

| Bahrain Victorious TBV | Bahrain Victorious TBV      | Bahrain Victorious TBV |
| ---------------------- | --------------------------- | ---------------------- |
| Núm                    | Ciclista                    | Pos                    |
| 171                    | Wout Poels (NED)            | 25è                    |
| 172                    | Damiano Caruso (ITA)        | 96è                    |
| 173                    | Jack Haig (AUS)             | 41è                    |
| 174                    | Gino Mäder (SUI)            | 55è                    |
| 175                    | Luis León Sánchez Gil (ESP) | 51è                    |
| 176                    | Dylan Teuns (BEL)           | 1r                     |
| 177                    | Stephen Williams (GBR)      | 99è                    |

| Team DSM DSM | Team DSM DSM               | Team DSM DSM |
| ------------ | -------------------------- | ------------ |
| Núm          | Ciclista                   | Pos          |
| 181          | Søren Kragh Andersen (DEN) | 40è          |
| 182          | Romain Combaud (FRA)       | 89è          |
| 183          | Leon Heinschke (GER)       | 84è          |
| 184          | Joris Nieuwenhuis (NED)    | DNF          |
| 185          | Florian Stork (GER)        | 137è         |
| 186          | Henri Vandenabeele (BEL)   | 94è          |
| 187          | Kevin Vermaerke (USA)      | DNF          |

| TotalEnergies TEN | TotalEnergies TEN               | TotalEnergies TEN |
| ----------------- | ------------------------------- | ----------------- |
| Núm               | Ciclista                        | Pos               |
| 191               | Alexis Vuillermoz (FRA)         | 10è               |
| 192               | Jérémy Cabot (FRA)              | 38è               |
| 193               | Fabien Doubey (FRA)             | DNF               |
| 194               | Valentin Ferron (FRA)           | 109è              |
| 195               | Alan Jousseaume (FRA)           | 91è               |
| 196               | Paul Ourselin (FRA)             | 72è               |
| 197               | Cristián Rodríguez Martín (ESP) | 45è               |

| EF Education-EasyPost EFE | EF Education-EasyPost EFE  | EF Education-EasyPost EFE |
| ------------------------- | -------------------------- | ------------------------- |
| Núm                       | Ciclista                   | Pos                       |
| 201                       | Rigoberto Urán (COL)       | 42è                       |
| 202                       | Ruben Guerreiro (POR)      | 7è                        |
| 203                       | Alberto Bettiol (ITA)      | 127è                      |
| 204                       | Simon Carr (GBR)           | 108è                      |
| 205                       | Odd Christian Eiking (NOR) | 24è                       |
| 206                       | Ben Healy (IRL)            | 130è                      |
| 207                       | Neilson Powless (USA)      | 19è                       |

| Lotto-Soudal LTS | Lotto-Soudal LTS         | Lotto-Soudal LTS |
| ---------------- | ------------------------ | ---------------- |
| Núm              | Ciclista                 | Pos              |
| 211              | Tim Wellens (BEL)        | 23è              |
| 212              | Thomas De Gendt (BEL)    | DNF              |
| 213              | Sébastien Grignard (BEL) | 132è             |
| 214              | Matthew Holmes (GBR)     | 77è              |
| 215              | Andreas Kron (DEN)       | NP               |
| 216              | Sylvain Moniquet (BEL)   | 28è              |
| 217              | Viktor Verschaeve (BEL)  | 95è              |

| Sport Vlaanderen-Baloise SVB | Sport Vlaanderen-Baloise SVB | Sport Vlaanderen-Baloise SVB |
| ---------------------------- | ---------------------------- | ---------------------------- |
| Núm                          | Ciclista                     | Pos                          |
| 221                          | Jenno Berckmoes (BEL)        | 115è                         |
| 222                          | Ruben Apers (BEL)            | 135è                         |
| 223                          | Kamiel Bonneu (BEL)          | 27è                          |
| 224                          | Gilles De Wilde (BEL)        | 140è                         |
| 225                          | Rune Herregodts (BEL)        | DNF                          |
| 226                          | Jens Reynders (BEL)          | DNF                          |
| 227                          | Aaron Van Poucke (BEL)       | DNF                          |

| Bingoal Pauwels Sauces WB BWB | Bingoal Pauwels Sauces WB BWB | Bingoal Pauwels Sauces WB BWB |
| ----------------------------- | ----------------------------- | ----------------------------- |
| Núm                           | Ciclista                      | Pos                           |
| 231                           | Mathijs Paasschens (NED)      | DNF                           |
| 232                           | Johan Meens (BEL)             | DNF                           |
| 233                           | Rémy Mertz (BEL)              | DNF                           |
| 234                           | Kenny Molly (BEL)             | 76è                           |
| 235                           | Tom Paquot (BEL)              | 118è                          |
| 236                           | Marco Tizza (ITA)             | 126è                          |
| 237                           | Luc Wirtgen (LUX)             | DNF                           |

| B&B Hotels-KTM BBK | B&B Hotels-KTM BBK     | B&B Hotels-KTM BBK |
| ------------------ | ---------------------- | ------------------ |
| Núm                | Ciclista               | Pos                |
| 241                | Franck Bonnamour (FRA) | DNF                |
| 242                | Alan Boileau (FRA)     | DNF                |
| 243                | Cyril Gautier (FRA)    | DNF                |
| 244                | Jonathan Hivert (FRA)  | 67è                |
| 245                | Victor Koretzky (FRA)  | 56è                |
| 246                | Eliot Lietaer (BEL)    | 79è                |
| 247                | Pierre Rolland (FRA)   | 114è               |